# Eumyias sordidus
Eumyias sordidus е вид птица от семейство Мухоловкови (Muscicapidae). Видът е почти застрашен от изчезване.

## Разпространение
Видът е ендемичен за централните части на Шри Ланка.